# Vranov (Rovná)
Vranov (německy Frohnau) je zaniklá farní obec ve Slavkovském lese v okrese Sokolov v Karlovarském kraji. Ležela v nadmořské výšce okolo 750 m po obou stranách silnice z Rovné do Podstrání, přibližně 1,5 km východně od Rovné. Samostatnou obcí se stal Vranov roku 1850, český název dostal v roce 1923.
Vranov (Vranov u Rovné) je také název katastrálního území o rozloze 15,77 km2.

## Historie
Jako jedna z mála obcí v okolí má Vranov pravděpodobně slovanský původ. V blízkosti zaniklé obce se nalézá staré slovanské hradiště, historicky téměř neprobádané. Písemné zápisy o obci jsou staršího data, než u ostatních sídel v regiónu. Obec existovala dávno předtím, než byly založeny Karlovy Vary, Loket nebo Sokolov. Nejstarší písemný zápis je z roku 1187 ve spisu Codex diplomaticus et epistolaris regni Bohemiae, kde je ves zapsána jako Vranow.

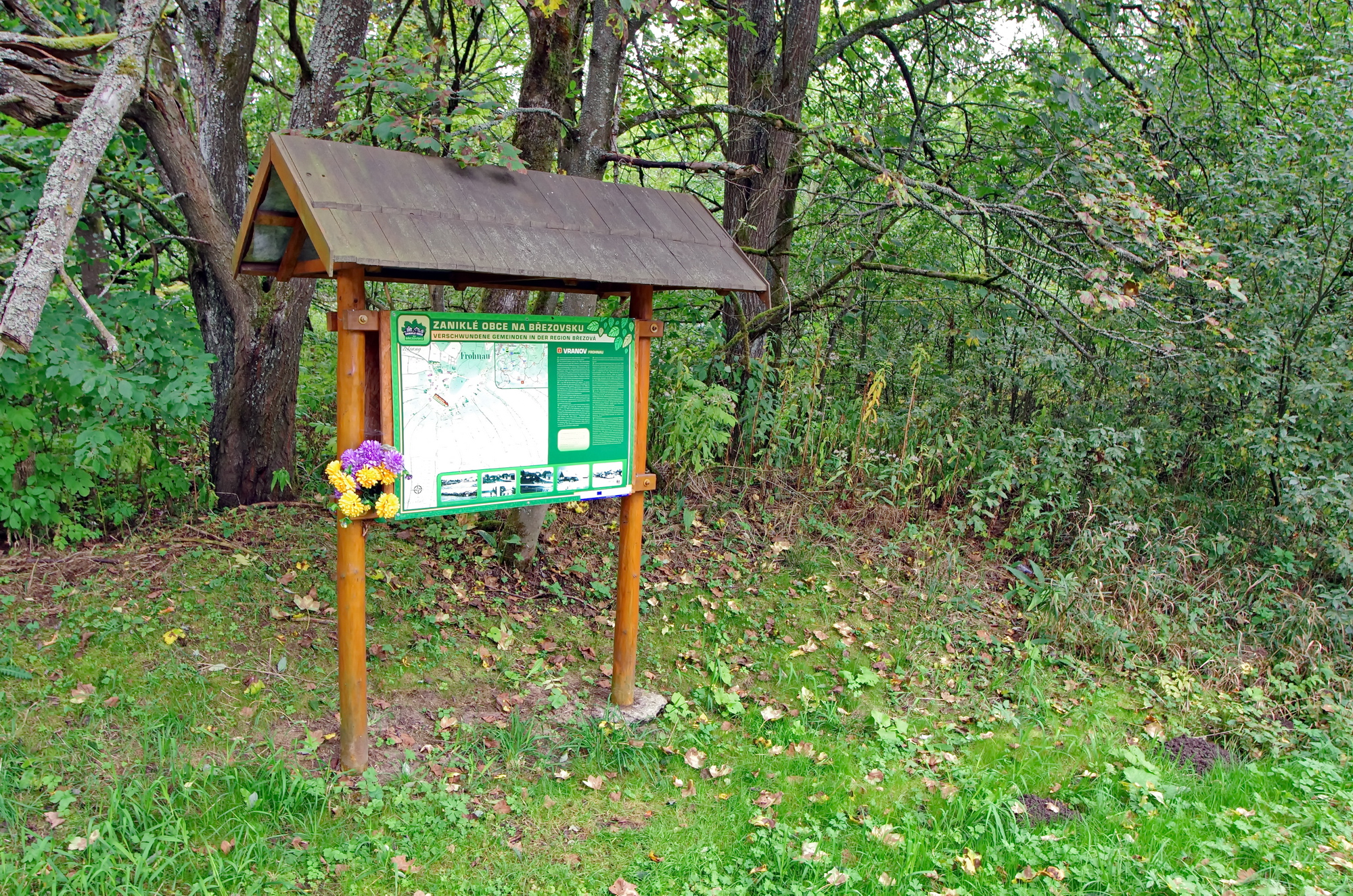
Informační panel v místě zaniklé obce

Roku 1246 propůjčil král Václav I. vranovský kostel řádu Křižovníků s červenou hvězdou.
Předpokládá se, že hlavní dobou osídlení bylo 12. a 13. století, kdy na přání českých králů proudili do země němečtí kolonizátoři, kteří pro obec později používali název Fronau. Od konce 13. století do zhruba poloviny 14. století patřil Vranov Nothaftům, po nich ji přebírají Leuchtenberkové. V roce 1370 se obec vyskytuje v seznamu leuchtenberských lén ve tvaru Franow, v zemských deskách z roku 1363 jako Wranow a z roku 1364 jako Fronaw (vyslovovalo se Fronau). Od roku 1434 vlastnili obec Šlikové a ta se stala součástí loketského panství Kašpara Šlika. Ve šlikovském urbáři z roku 1454 je obec uváděna jako Fronau. V roce 1471 zabavuje král Jiří z Poděbrad Šlikům jejich majetky, včetně Vranova. Ty jsou převedeny na Jindřicha II. z Plavna, ale již v roce 1476 jej král Vladislav II. vrací Šlikům. Po prohrané bitvě u Mühlberka v roce 1547 (Šmalkaldská válka) byl majitel Vranova Jeroným Šlik uvězněn v Lokti a potrestán odnětím svých lén. V roce 1551 byl Vranov zapůjčen Henrichu IV. z Plavna, roku 1599 kupuje Vranov hejtman loketského kraje Jošt Thüssel z Taltitz a v roce 1615 jej získávají Štampachové, konkrétně Engelhard ze Štampachu. Ten jej však na příkaz císaře Ferdinanda II. musel v roce 1628 prodat. Od roku 1667 až do roku 1850 vlastnili Vranov Nosticové, poté se stal samostatnou obcí.
V roce 1869 žilo v obci 570 obyvatel, v roce 1900 už jen 428.
V letech 1869–1910 byl Vranov obcí v okrese Falknov, v letech 1921–1930 rovněž obcí v okrese Falknov, v roce 1950, už bez obyvatel, osadou obce Kostelní Bříza.
Po skončení druhé světové války došlo k odsunu německého obyvatelstva a než došlo k dosídlení českým obyvatelstvem, byla obec začleněna do nově vznikajícího vojenského výcvikového tábora v prostoru Slavkovského lesa.
Katastr obce Vranov patřil svoji rozlohou, spolu s katastrem obce Prameny, mezi nejrozsáhlejší katastry zabrané armádou. Za dobu účinkování armády ve vojenském prostoru byla obec zcela zničena. Z obce zbyly jen rozpadlé ruiny, které při opouštění vojenského prostoru rozhrnuly vojenské buldozery.
Činnost armády připomínají rozjezdové dráhy polního letiště na náhorní plošině nad zaniklou obcí.

## Obyvatelstvo
Při sčítání lidu v roce 1921 zde žilo 343 obyvatel, všichni německé národnost. Všichni obyvatelé se hlásili k římskokatolické církvi.
| Rok            | 1869 | 1880 | 1890 | 1900 | 1910 | 1921 | 1930 | 1950 | 1961 | 1970 | 1980 | 1991 | 2001 | 2011 |
| -------------- | ---- | ---- | ---- | ---- | ---- | ---- | ---- | ---- | ---- | ---- | ---- | ---- | ---- | ---- |
| Počet obyvatel | 570  | 561  | 458  | 428  | 362  | 343  | 327  | –    | 21   | 41   | 31   | 7    | 6    | 3    |
| Počet domů     | 82   | 82   | 82   | 76   | 73   | 72   | 68   | –    | 9    | 9    | 7    | 11   | 4    | 4    |

## Kostel ve Vranově

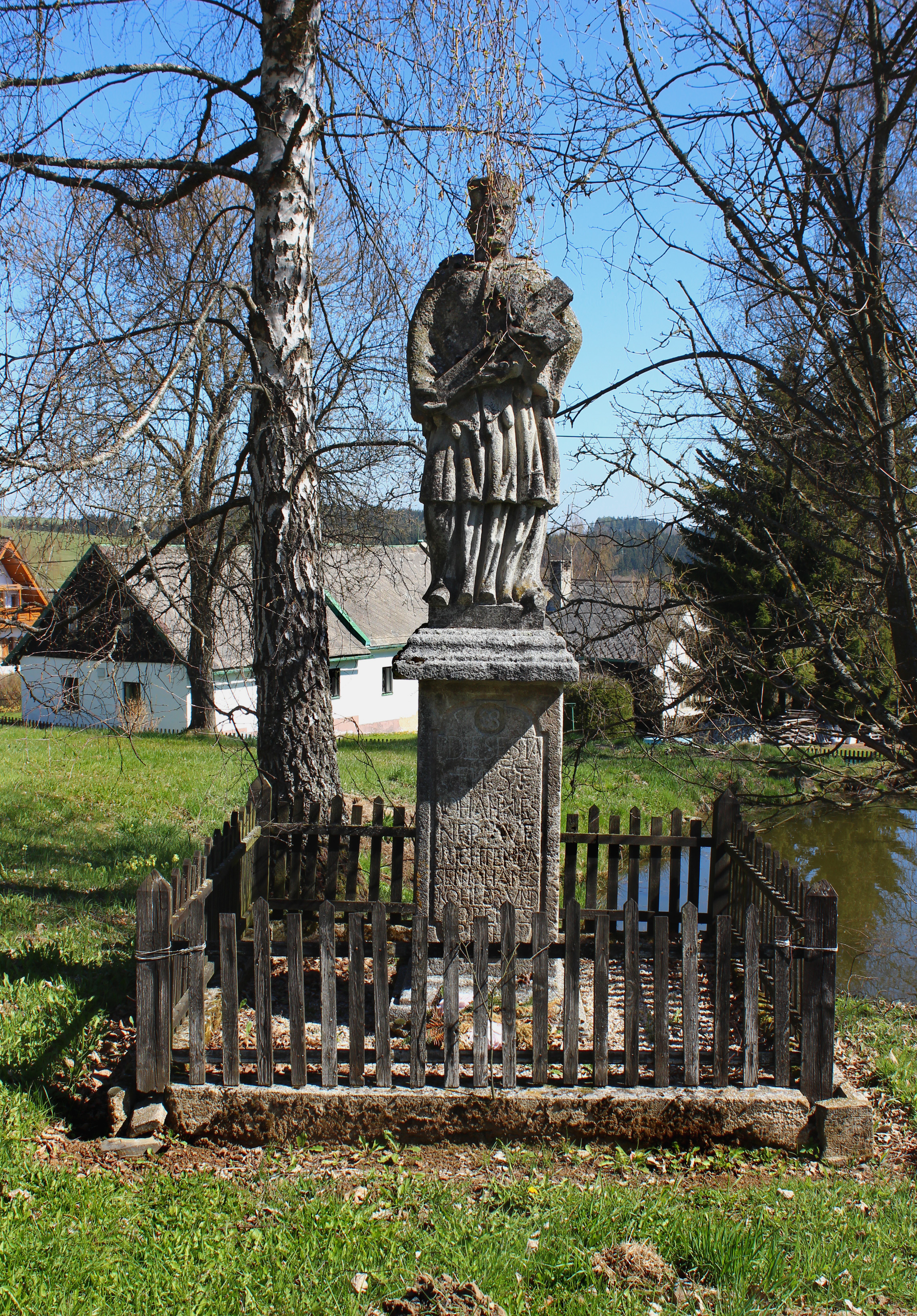
Socha sv. Jana Nepomuckého v Číhané, původem z Vranova

Nejvýznamnější památkou zaniklé obce Vranov byl kostel svatého Jakuba Většího, postavený v románském slohu. Kdy byl kostel založen, není přesně známo, předpokládá se, že pochází z 1. poloviny 13. století. Jiné prameny uvádějí předpokládaný vznik do období 12. století. První doklad o jeho existenci pochází z roku 1246, kdy byl propůjčen rádu Křižovníků s červenou hvězdou. Před hlavním vchodem stála socha sv. Jana Nepomuckého, ve věži visely dva velké zvony a jeden malý, před oltářem visela Madona ve velkém růženci. Torzo sochy sv. Jana Nepomuckého bylo později nalezeno v ruinách Vranova a po opravě umístěno v Číhané, části města Teplá v okrese Cheb.
Z kostela nezbylo zcela nic, navždy zmizely zvony, oltář, varhany, i další vybavení.
Po rozstřílení dělostřelectvem a dokončení likvidace vojenského prostoru je místo zničené památky pokryté náletovými křovinami.